# Бой при Риппах
Бой при Риппах -   боестолкновение французской дивизии генерала  Суама, с арьергардом корпуса Винценгероде под командованием  Ланского 1 мая 1813 года под городом Риппах накануне битвы при Лютцене.

## Предыстория
К концу апреля 1813 года Наполеон собрал во Франции свежую армию ( около 200 тыс. человек с 350 орудиями) и лично повёл её к  Лейпцигу. Он решил немедленно атаковать союзную русско-прусскую армию, которая постоянно усиливалась и угрожала развалу  Рейнского союза.
25 апреля 1813 года Наполеон начал наступление армией силой в 120 тыс. пехоты, 8 тыс.  кавалерии с 250 орудиями на Веймар из района сосредоточения у Эрфурта.  30 апреля Наполеон занял Вайсенфельс. Проведя несколько рекогносцировок, Наполеон убедился, что главные силы союзников находятся на верхнем Эльстере между Лейпцигом и Богемскими горами.
Диспозиция русско-прусской союзной армии на 30 апреля 1813 года была следующей: русский корпус Винценгероде ( 5 тыс. кавалерии и 8700 пехоты)  в качестве авангарда находился у Лютцена, выдвинув отряд Ланского к  Вайсенфельсу. Основные силы Блюхера (25 тыс. человек) находились у  Борны. Войска Главной армии (18 тыс. человек) при Главной квартире находились у Фробурга. Корпуса Берга (7450 человек) и Йорка (10 тыс. человек) перешли из  Шкойдиц к Цвенкау. Корпус Клейста (6 тыс. человек)  отошёл  к Лейпцигу. Войска  Милорадовича (12 тыс. человек) перешли на левый фланг союзной армии к Альтенбургу. Войска Бюлова и Борстеля (15  тыс. человек)  были оставлены на правом берегу Эльбы для охраны путей на Берлин.
Учитывая обстановку,  Наполеон  решил соединить свои силы с войсками вице-короля Эжена де Богарне (40 тыс. человек) у Лейпцига, обойти союзную армию с правого фланга и отбросить её к Богемским горам.  С целью реализации замысла Наполеон направил войска вице-короля из  Мерзебурга  на Маркранштедт.  Третий корпус Нея (40 тыс. человек) — по большой лютценской дороге, которая пролегала через селение Риппах. За третьим корпусом следовала гвардия (12 тыс. человек, 4 тыс. кавалерии), корпуса Мармона (25 тыс. человек) Бертрана (22 тыс. человек) и Удино (25 тыс. человек).  В авангарде Нея шла дивизия генерала Суама.

## Ход боя
Утром 1 мая Наполеон выехал к аванпостам на ближайшую высоту. Перед ним открылся вид «на линию многочисленной русской кавалерии, построенной в боевом порядке за ручьем Риппах. Это был передовой отряд Ланского, русского корпуса Винценгероде».  Позиция была выгодна для обороны. Большая лютценская дорога пролегала через селение Риппах, которое «лежало в лощине» и шла по «отлогому скату на противоположную высоту». Оценив обстановку, Наполеон решил атаковать позицию русских.  Дивизия Суама построилась в четыре каре в 100 метрах друг от друга по четыре батальона в каждом.  Каждому каре было придано по 4 орудия. В промежутках каре расположились стрелки.  За четырьмя каре в боевом порядке разместилась кавалерийская бригада Вальми.
Боестолкновение началось в одиннадцать часов.  Каре пришли в движение. Русская батарея из 6 орудий открыла огонь. Головное каре перешло лощину и пехота стала взбираться на противоположную высоту. В этот момент маршал Бесьер (командующий гвардейской кавалерией), с целью лучше обозреть позицию противника, внезапно на коне «кинулся в цепь стрелков» и был на месте убит ядром.  Действие Бесьера было продиктовано его личным желанием, так как гвардейской кавалерии не было предписано участвовать в данном деле. Под давлением превосходящих сил противника кавалерия Ланского отступила в полном порядке. До позднего вечера бой ограничился артиллеристской канонадой.

## Итог
Наполеон занял Лютцен. С 1 по 2 мая в городе разместились Главная квартира Наполеона и Гвардия. Корпус Нея занял  Гроссгёршен и Кляйнгёршен. Корпус Винценгероде отошел к селению Вербен. Отряд Ланского к Тезау.  Очевидец боя барон фон Оделебен писал :
В сей день явно обнаружился недостаток единства в действиях недавно  сформированных Наполеоном  войск. Нехватка кавалерии выглядела очевидной.